# 27 Eskadra Lotnictwa Sanitarnego

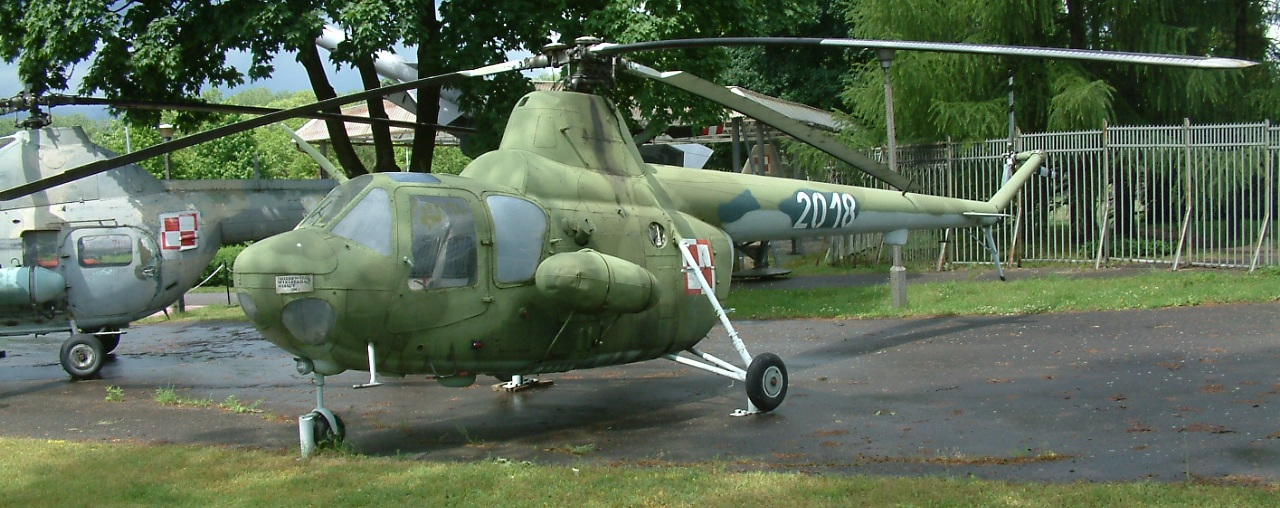
SM-1

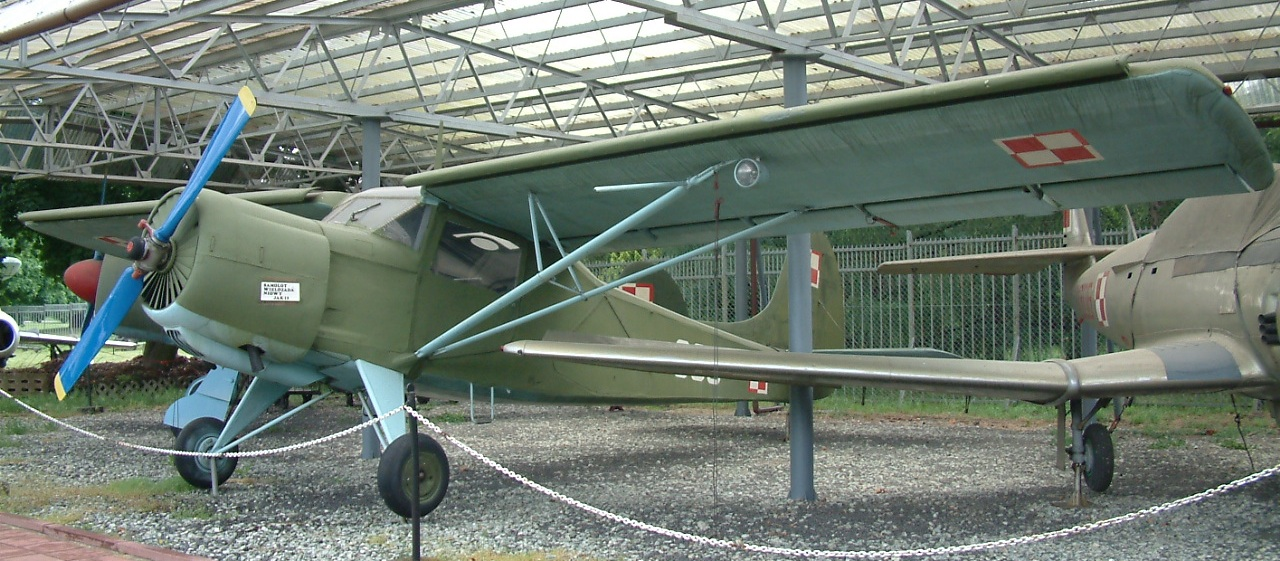
Jak-12

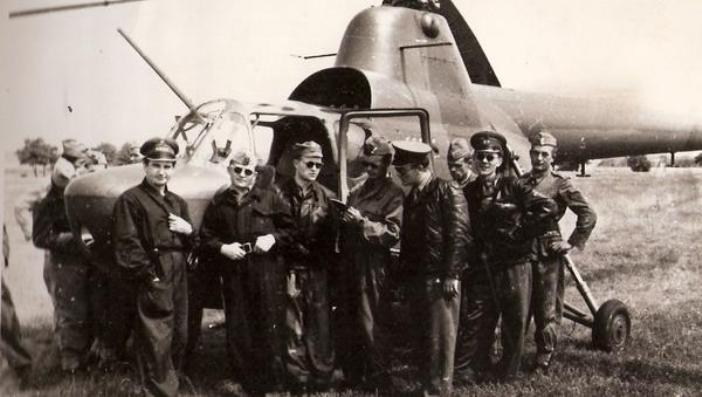
SM-1 na lotnisku w Przasnyszu, w kadrze piloci z 64 lps. oraz z 27 els - 1959r.

27 Eskadra Lotnictwa Sanitarnego (27 els) – pododdział Wojsk Lotniczych.

## Formowanie i zmiany organizacyjne
W 1955 roku, na lotnisku Okęcie w Warszawie sformowano 27 Eskadrę Lotnictwa Sanitarnego. Etat nr 6/226 przewidywał 40 żołnierzy i 1 pracownika kontraktowego. Wyposażona była w samoloty S-13 i Jak-12 oraz śmigłowce SM-1S.
Od 1958 do 1961 roku 27 Eskadra Lotnictwa Sanitarnego doraźnie bazowała w celach szkoleniowych na lotnisku Przasnysz.
W 1961 roku 27 Eskadra Lotnictwa Sanitarnegozostała przebazowana na lotnisko Przasnysz.
W 1963 roku eskadra została włączona w skład 47 Pułku Lotnictwa Łącznikowo-Sanitarnego organizowanego na lotnisku w Modlinie.

## Dowódcy eskadry
- kpt. pil. Zbigniew Kamiński[4]